# Max Hein
Max Hermann Meinard Hein (* 7. Oktober 1885 in Angerburg, Ostpreußen; † 13. November 1949 in Schleswig) war ein deutscher Historiker und Archivar.

## Leben
Hein besuchte das Altstädtische Gymnasium (Königsberg). Nach dem Abitur studierte er ab 1905 Geschichte und Germanistik an der Friedrich-Wilhelms-Universität zu Berlin, unterbrochen von zwei Semestern an der Ruprecht-Karls-Universität Heidelberg. Mit einer Doktorarbeit bei Michael Tangl promovierte er 1909 in Berlin zum Dr. phil.
Schon bald wendete er sich der neueren Geschichte Preußens zu. Im Oktober 1909 trat er in den Dienst der Preußischen Archivverwaltung, zunächst als Volontär in Danzig. Ab Mai 1910 durchlief er den Archivlehrgang am Geheimen Staatsarchiv in Berlin. 1911/12 wurde er an die Monumenta Germaniae Historica und an das Preußische Historische Institut Rom abgeordnet. Seit November 1911 Archivhilfsarbeiter und seit Dezember 1912 Archivassistent, kam er im Oktober 1918 als kgl. Archivar an das Staatsarchiv Stettin. Für sein weiteres Leben entscheidend war die Versetzung an das Preußische Staatsarchiv Königsberg im April 1921. Dort wurde er im Oktober 1927 Staatsarchivdirektor. Neben seinen historischen Forschungen trat die Verwaltungsarbeit nicht zurück. Mit Kurt Forstreuter konnte er das Archiv aus den engen Schloßräumen in den neuen Archivbau am Hansaring überführen.
Von 1927 bis 1945 war er Vorsitzender der Historischen Kommission für ost- und westpreußische Landesforschung. Auf seine Veranlassung wurde 1944 der wertvollste Teil der Königsberger Staatsarchiv-Bestände nach Westdeutschland verlagert. Später kamen sie in das Staatliche Archivlager Göttingen und von dort nach Berlin-Dahlem, wo sie heute einen Bestand des Geheimen Staatsarchiv Preußischer Kulturbesitz bilden.
In der Nachkriegszeit in Deutschland leitete Hein ab 1945 das Landesarchiv Schleswig-Holstein im Schloss Gottorf. Er starb mit 64 Jahren im Amt.

## Werke
- Das Staatsarchiv Königsberg und seine nationale Bedeutung. Elbing 1933 (auch in englischer Sprache). (online)
- Die Geschichte des Staatsarchivs Königsberg. In: Korrespondenzblatt des Gesamtvereins 81 (1933), Sp. 189–190 (online).
- Über Archivpflege. In: Zeitschrift für die Geschichte und Altertumskunde Ermlands 24 (1931), S. 546.
- Ein Beitrag zur Geschichte des Deutschordensarchivs zu Venedig. In: Altpreußische Forschungen 8 (1931), S. 126–128 (online).
- mit Erich Maschke und Hans Koeppen: Preußisches Urkundenbuch. Politische Abteilung 2 und 3,1. 1933–1944.